# معاهدة فورت بيت

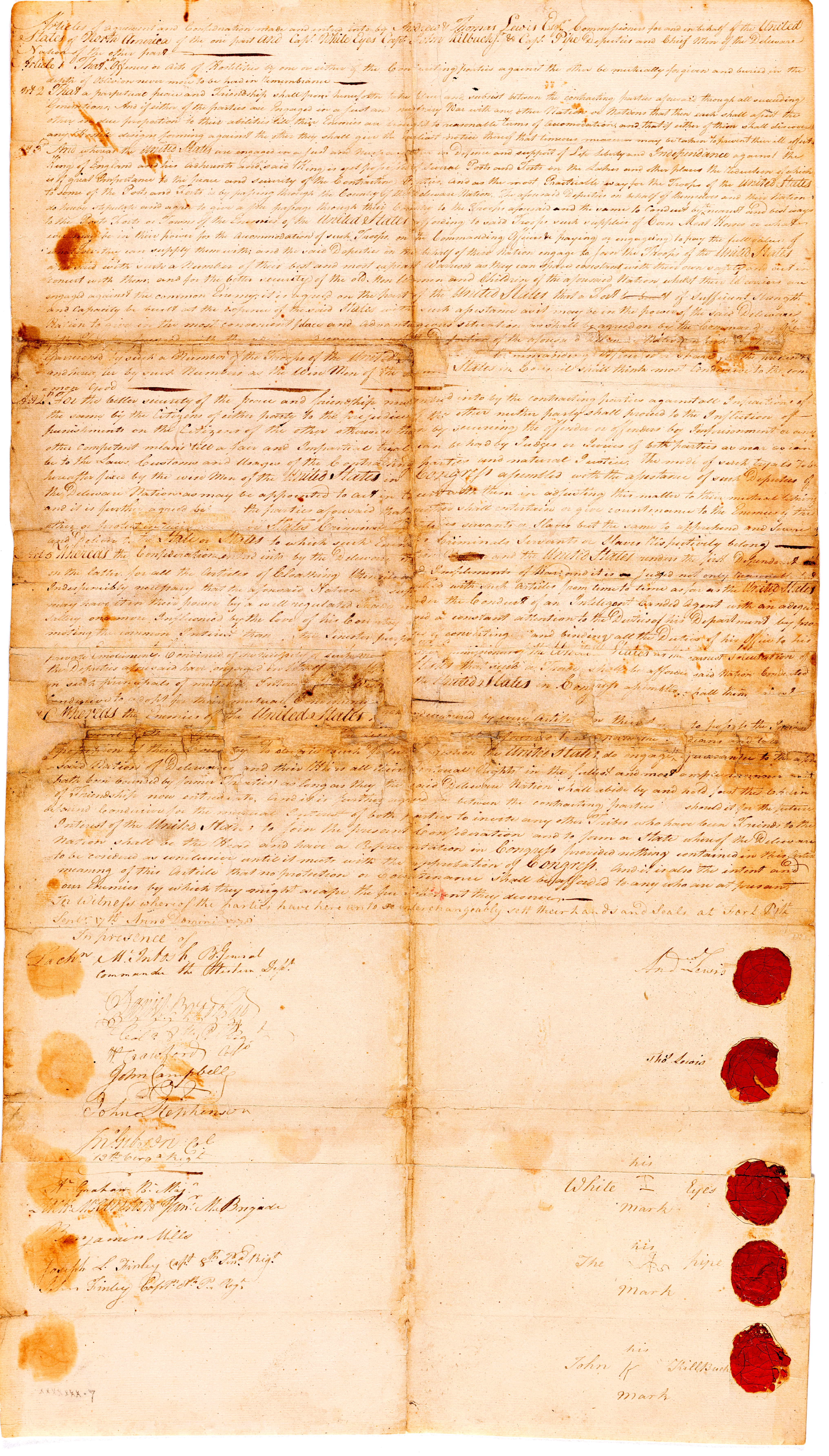
المعاهدة الهندية المصدق عليها ، فورت بيت ، 17 سبتمبر 1778

معاهدة فورت بيت المعروفة أيضًا بـالمعاهدة مع ديلاوارس أو معاهدة ديلاوار أو المعاهدة الرابعة لبيتسبيرج معاهدة وُقِعت في 17 سبتمبر 1778 وكانت أول معاهدة مكتوبة بين الولايات المتحدة الأمريكية الجديدة واي الهنود الامريكيين -لينابي (الهنود ديلاوير) في هذه الحالة. على الرغم من انه تم عقد العديد من المعاهدات غير الرسمية مع الامريكيين الاصليين خلال الثورة الأمريكية في اعوام 1775-1783، الا ان هذه هي المعاهدات الوحيدة التي نتج عنها وثيقة رسمية. تم توقيعه في فورت بيت، بنسلفانيا، موقع وسط مدينة بيتسبيرج حاليا. كانت في جوهرها معاهدة رسمية للتحالف.
اعطت المعاهدة الولايات المتحدة الاذن بالسفر عبر أراضي ولاية ديلاوير ودعت ديلاويرز إلى منح الجنود الامريكيين أي مساعدة قد يحتاجونها في حربهم ضد بريطانيا، بما في ذلك استخدام محاربيهم كانت الولايات التحدة تخطط لمهاجمة الحصن البريطاني في ديترويت، وكانت صداقة لينابي ضرورية النجاح.
في المقابل، وعدت الولايات المتحدة «بمقتنيات من الملابس والاواني وادوات الحرب»، وبناء حصن في ولاية ديلاوير «من اجل تحسين امن كبار السن من الرجال والنساء والاطفال..في حين ان محاربيهم يعملون ضد العدو المشترك» على الرغم من انها ليست جزء من المعاهدة الكتابية، إلا ان المفوضين اشاروا إلى التحالف الأمريكي مع فرنسا وكانوا يقصدون ان تصبح ديلاوير حليفا نشطا في الحرب ضد البريطانيين.
وفقا لدانيال ريختر  في «مواجهة الشرق من البلد الهندي» ادركت ديلاوير ان الاتفاق «مجرد ممر حر» للقوات الثورية وبناء حصن وقائي للدفاع عن المستوطنين البيض، قصد القادة الأمريكيون استخدام الحصن في الحملات الهجومية وكتب فيي المعاهدة ان ديلاوير ستهاجم جيرانهم الاصليين.